# Xenótimo

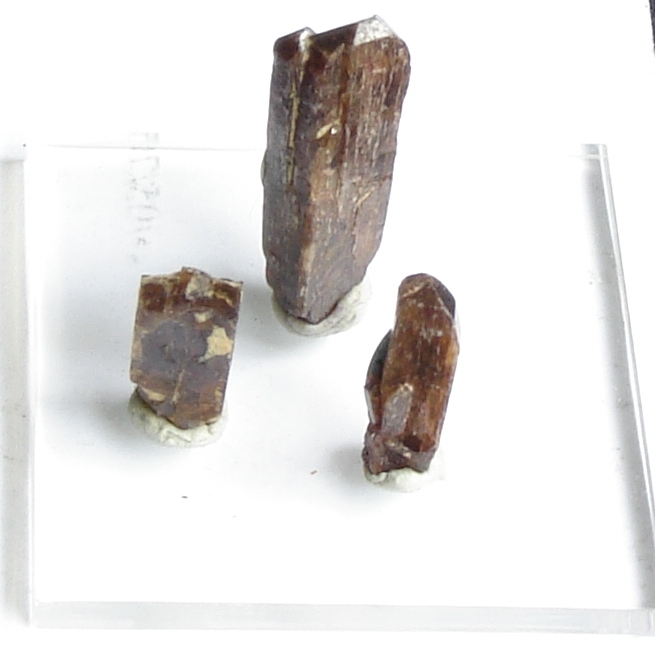
Cristais de xenótimo, maciço alcalino de Poços de Caldas, Brasil

Xenótimo, xenotímio ou xenotímia (do grego xenos, "estranho", e time, "honra") é um mineral raro composto de fosfato de ítrio, com fórmula química YPO4. Forma uma solução sólida com a chernovite-(Y) (YAsO4) e portanto pode conter impurezas vestigiais em que se incluem arsénio, dióxido de silício e cálcio; as terras raras disprósio, érbio, térbio, tório, urânio, itérbio e zircónio, todos substituindo o ítrio.